# Індексація FamilySearch
Індексація FamilySearch — волонтерський проект, який створений і керується генеалогічним сайтом «FamilySearch». Проект спрямований на створення індексів для пошуку відсканованих зображень історичних документів. Документи оформляються з колекції більше мільярда фотографічних зображень історичних документів із 110 країн. Вони включають в себе переписи, свідоцтва про народження, шлюб та смерть, військові та майнові записи, а також інші записи, взяті з архівів.
Волонтери встановлюють безкоштовне програмне забезпечення на свої домашні комп'ютери, завантажують зображення з сайту, вводять дані з зображень за допомогою програмного забезпечення, і відправляють назад свої роботи на сайт. Дані робляться публічними і вільно доступними на сайті «FamilySearch» для використання в генеалогічному дослідженні.
Індексація в «FamilySearch» почалася в 2006 році, і більше мільярда записів додано на сайт.
До грудня 2008 року індексація проекту «FamilySearch» була зосереджена головним чином на індексації документів переписів Сполучених Штатів Америки, хоча переписи Мексики і записи актів цивільного стану з інших регіонів також були проіндексовані. Станом на липень 2014 року, на сайті є 1 199 819 448 записів; у 2014 році додано 96 213 312 записів; і станом на серпень 2014 року, 335 проектів на багатьох мовах з понад 20 країн очікують індексації. Для забезпечення точності, три людини перевіряють кожний запис, дві людини індексують той же запис в різний час, а далі арбітр порівнює два записи і виправляє помилки.
Сайт «FamilySearch» має партнерські відносини з іншими генеалогічними організаціями, які здійснюють спеціалізовані проекти індексації. Це Арканзаське генеалогічне товариство, Музей історії афроамериканців, Індіанське генеалогічне товариство, Огайське генеалогічне товариство і генеалогічне товариство Юти.

## Проіндексовані українські проекти
- Метричні книги Київської губернії
- Сповідні розписи Київської губернії
- Греко-католицькі метричні книги Галичини
- Ревізькі казки Запорізького архіву

## Дивитись також
- FamilySearch
- Генетека